# Герб на Грузия
Гербът на Грузия представлява червен щит с изображение на Св. Георги, покровител на страната. Щитът е увенчан с царска корона, използвана в гербовете на грузинската царска династия Багратиони. Гербът има два щитодържатели – лъва, изобразени в източен „персийски“ стил. Под герба е разположена лента с девиз „В единството е силата“.
Гербът на Грузия е приет на 1 октомври 2004 г. Негов автор е Мамук Гонгадзе.

## Предишни гербове на Грузия
- Герб на Грузия в периода 1918 – 1921
- Герб на Грузия в състава на Съветския съюз
- Герб на Грузия в периода 1991 – 2004